# Hubert Rohault de Fleury (peintre)
Pour les articles homonymes, voir Hubert Rohault de Fleury (homonymie), Rohault de Fleury et Fleury.
Hubert Rohault de Fleury, né le 26 décembre 1828 à Paris et mort le 11 octobre 1910 à Sceaux, est un peintre du XIXe et un des deux initiateurs du projet de la Basilique du Sacré-Cœur de Montmartre à Paris.

## Biographie
Le baron Hubert Rohault de Fleury est le fils de l'architecte Charles Rohault de Fleury (1801-1875) et de Louise Le Gentil. Il est aussi le petit-fils de Hubert Rohault de Fleury et le neveu du baron Rohault de Fleury, général de division et pair de France.

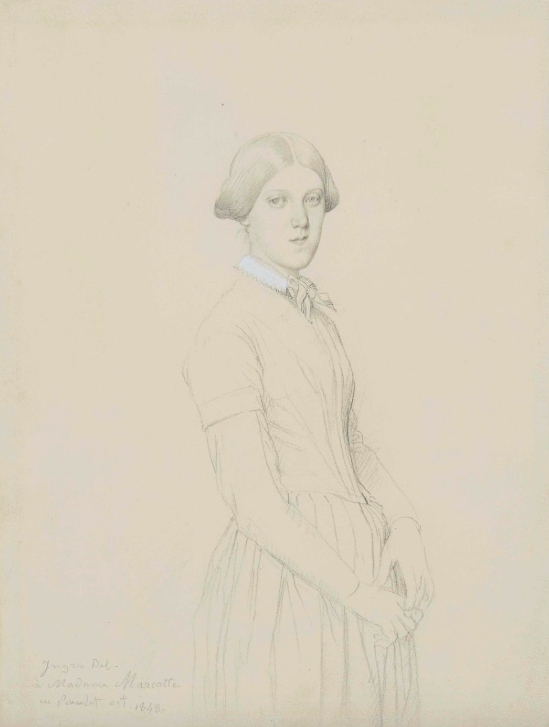
Portrait de son épouse, née Louise Marcotte.

Il épouse Louise Marcotte d'Argenteuil, fille de Charles Marcotte d'Argenteuil. Le couple vit entre leur résidence de la rue Saint-Lazare à Paris et le château du Poncelet près de Meaux, propriété des Marcotte d'Argenteuil.
Il prend des cours auprès du peintre animalier Jacques Raymond Brascassat et il expose au Salon de 1863. Il présente également des marines à la Société des Amis des arts de Bordeaux en 1865 et 1867. Il reçoit de précieux conseils du peintre et parent Jean-Auguste-Dominique Ingres qui réalise son portrait à la mine de plomb, le représentant en peintre portant son carton de dessins. Ce dessin est aujourd'hui propriété du Musée des beaux-arts de Montréal.
Il meurt à Sceaux, dans la propriété de sa fille, épouse de Charles Marie Eugène Jacquin de Margerie. Il est inhumé au cimetière du Père-Lachaise (86e division).

## Le Vœu national
Le "Vœu national" est une confrérie patriotique et spirituelle dans le but de réaliser la consécration nationale de la France au Sacré-Cœur.
Disciple de Frédéric Ozanam et réfugié à Poitiers durant l'occupation de Paris par les Prussiens en 1870, il fait un vœu de construire une basilique dédiée au Sacré-Cœur et lance le projet à Poitiers, en compagnie de son beau-frère Alexandre Legentil et avec le soutien du Cardinal Pie, pour édifier la Basilique du Sacré-Cœur de Montmartre après la défaite Franco-prussienne, le traumatisme patriotique de la perte de l’Alsace-Loraine et les ravages de la Commune de Paris. Les promoteurs de la construction font ensuite appel à l'Assemblée Nationale afin que l'église soit reconnue comme étant d'utilité publique. Après des débats houleux, la loi d’utilité publique est votée le 24 juillet 1873.
Il définit le programme décoratif de la Basilique et défend le projet de l'architecte Paul Abadie.